# Walckenaeria cavernicola
Walckenaeria cavernicola là một loài nhện trong họ Linyphiidae.
Loài này thuộc chi Walckenaeria. Walckenaeria cavernicola được Jörg Wunderlich miêu tả năm 1992.